# Haveringen
Haveringen, også kendt som "B"-ringen (russisk Садо́вое кольцо́, кольцо́ "Б"), er en ringvej omkring centrum af Moskva. Ringen består af 17 individuelt navngivne veje  og 15 pladser. Vejen har en længde på 16 kilometer.  På det smalleste punkt ved Krymskybroen har vejen 6 baner og på det bredeste punkt ved Zubovskayapladsen er der 18. Ringen opstod i 1820'erne da Moskvas volde blev revet ned.